# ليه سكوت (منتج أفلام)
ليه سكوت (بالإنجليزية: Leigh Scott)‏ (و. 1972  م)، منتج أفلام، ومخرج أفلام، وكاتب سيناريو، ومونتير أمريكي، ولد في ميلواكي ويسكنسن.

## التعليم
تعلم في جامعة كاليفورنيا الجنوبية.

## وصلات خارجية
- ليه سكوت على موقع IMDb (الإنجليزية)
- ليه سكوت على موقع ألو سيني (الفرنسية)
- ليه سكوت على موقع أول موفي (الإنجليزية)
- ليه سكوت على موقع قاعدة بيانات الفيلم (الإنجليزية)
- ليه سكوت على موقع كينوبويسك (الروسية)